# 감성 공학
감성공학(感性工學)은 인체의 특징과 감성을 제품설계에 최대한 반영시키는 기술로, ‘인간이 가지고 있는 소망으로서의 이미지나 감성을 구체적인 제품설계로 실현해내는 공학적인 접근방법’이라고도 정의할 수 있다.

## 개요
기본 철학은 인간 중심의 설계이며 1988년 시드니 국제 인간공학 학회에서 감성공학으로 명명되었다. 궁극적으로 감성공학은 인간의 감성을 과학적으로 해석한 후 이에 적합한 제품, 환경 시스템 설계, 개발을 최종 목적으로 하는 과학이다.
감성공학은 사용자의 경험을 통해 얻어지는 외부의 물리적 자극에 반응하는 감각이나 지각으로 인해 인간 내부에서 일어나는 복합적인 ‘감성(고품격, 쾌적함, 압박감 등)’을 과학적으로 측정하고 분석해낸다. 이를 제품이나 환경설계에 공학적으로 응용해 편리하고 안전하며 더 나아가 인간의 삶을 쾌적하게 하고자 하는 기술이 바로 감성공학이다.감성공학은 다학제적인 특성상 인문사회과학, 공학, 의학 등의 광범위한 영역에 걸쳐있다. 감성공학의 기술체계는 크게 감성공학 기반 기술과 감성제품 기술로 구분된다. 감성공학의 근간을 이루는 기반 기술로는 감성의 특성을 파악하고, 감성을 정량적으로 측정하고 평가하는 감성요소 기술과 이렇게 형성된 감성공학기술과 연계해 직접 응용될 수 있는 제품설계 기술로 대비된다.
한국에서도 1987년 한국표준과학연구원에 인간공학 연구실이 설립되었고, 1992년 G7 후보 과제로서 감성공학이 선정되었으며, 1992년부터 표준과학연구원 특성화 사업의 하나로 연구되고 있다

## 연구분야
감성공학기술은 크게 생체측정, 인간 및 인지(認知)공학을 포함하는 인간 감성특성 파악기술, 산업디자인 및 인공현실감 등의 감성디자인 기술, 반도체센서·퍼지·신경망기술 등 오감센서 및 감성처리기술, 마이크로 기구설계, 극소기계응용의 마이크로 가공기술 등으로 나뉜다.
- 인간공학·인지공학 등 인간 특성을 파악하려는 연구에 기본을 둔 생체 측정 기술
- 인간 특성에 적합하도록 사용자 인터페이스를 실현하기 위한 기술로서 센서 공학·퍼지 뉴럴 네트워크 기술·신경망 기술 등 인간의 오감(시각·청각·촉각·미각·후각) 센서 및 감성 처리 기술
- 산업 디자인 등의 감성 디자인 기술
- 마이크로 기구 설계·극소기계 응용 등 마이크로 가공 기술
- 사용성 평가 기술·가상현실 기술 등으로서 인간에 대한 적합성을 판단하고 새로운 감성을 창출하기 위한 기술

## 같이 보기
- 감성 컴퓨팅